# Nobilinus auriferus
Nobilinus auriferus är en insektsart som först beskrevs av Walker 1853.  Nobilinus auriferus ingår i släktet Nobilinus och familjen guldögonsländor. Inga underarter finns listade i Catalogue of Life.